# Dan Grunfeld
Daniel Leslie Grunfeld  (Franklin Lakes, 7 de fevereiro de 1984) é um basquetebolista profissional norte-americano que atualmente joga pelo Bnei HaSharon da Ligat HaAl de Israel.